# ممر كلوفرفيلد 10
ممر كلوفرفيلد 10 هو فيلم إثارة نفسية أمريكي من إخراج دان تراتشتنبرغ وبطولة ماري إليزابيث وينستد وجون غودمان وجون غالاغر جونيور. الفيلم من كتابة جوش كامبل وماثيو ستاكن وداميان تشازل. يروي الفيلم قصة شابة محتجزة في قبو تحت الأرض مع رجلين يصران على أن كارثة قد جعلت سطح الأرض غير قابل للعيش.
أُصدر الفيلم يوم 11 مارس 2016 في قاعات سينما آيماكس.

## القصة
تتعرض فتاة لحادث سيارة وتفقد الوعي لتستيقظ منه وتجد نفسها داخل قبو منزل مع شخص غريب، ويخبرها هذا الشخص بحدوث هجمات كيماوية وأنه قد أنقذ حياتها من الموت بعد أن دمّر هذا الهجوم جميع أشكال الحياة وأصبحت المنازل غير قابلة للإقامة بها، تشك الفتاة في كلامه وتقرر الهروب من القبو والتأكد من صحة كلامه.

## طاقم الممثلين
- ماري إليزابيث وينستد في دور ميشيل.
- جون غودمان في دور هاوَرد ستامْبلر.
- جون غالاغر جونيور في دور أَمَت دِيوِت.
- برادلي كوبر في دور بين (صوت).
- سوزان كراير في دور لَزْلِي.

## وصلات خارجية
- ممر كلوفرفيلد 10 على موقع IMDb (الإنجليزية)
- ممر كلوفرفيلد 10 على موقع ميتاكريتيك (الإنجليزية)
- ممر كلوفرفيلد 10 على موقع روتن توميتوز (الإنجليزية)
- ممر كلوفرفيلد 10 على موقع نتفليكس (الإنجليزية)
- ممر كلوفرفيلد 10 على موقع قاعدة بيانات الأفلام العربية
- ممر كلوفرفيلد 10 على موقع ألو سيني (الفرنسية)
- ممر كلوفرفيلد 10 على موقع Turner Classic Movies (الإنجليزية)
- ممر كلوفرفيلد 10 على موقع أول موفي (الإنجليزية)
- ممر كلوفرفيلد 10 على موقع بوكس أوفيس موجو (الإنجليزية)
- ممر كلوفرفيلد 10 على موقع فيلمافينيتي (الإسبانية)

- الموقع الرسمي